# Тев'яшов Володимир Степанович
Володимир Степанович Тев'яшов (рос. дореф. Володимир Степанович Тевяшов, 1747 — бл. 1810, слобідка Колибілка, Воронізька губернія) — воронезький поміщик, колезький радник, син острогозького полковника Степана Івановича Тев'яшова (старшого).

## Життєпис
Володимир Тев'яшов народився 1747 року в родині острогозького полковника Степана Тев'яшова (старшого). Сам він був одружений з Іриною Аполлонівною Лодиженською. У 1802 році почав будівництво храму Іоанна Богослова в селі Колибілка Воронізької губернії, що належало йому. Ця пам'ятка архітектури у стилі класицизму була знесена за радянських часів.
Володимир Тев'яшов був близьким товаришем та співрозмовником відомого українського філософа та педагога Григорія Савича Сковороди, у маєтках якого філософ часто й довго жив. Ключові філософські твори Сковороди присвячені Степану Івановичу та Володимиру Степановичу Тев'яшовим. Зокрема, Володимиру Тевяшову, — такі трактати, як «Кільце» та «Алфавіт, чи буквар світу»..